# Pantserleger Afrika
Het Pantserleger Afrika (Duits: Panzerarmee Afrika) was een Duits pantserleger in de Tweede Wereldoorlog.

## Krijgsgeschiedenis

### Panzergruppe Afrika

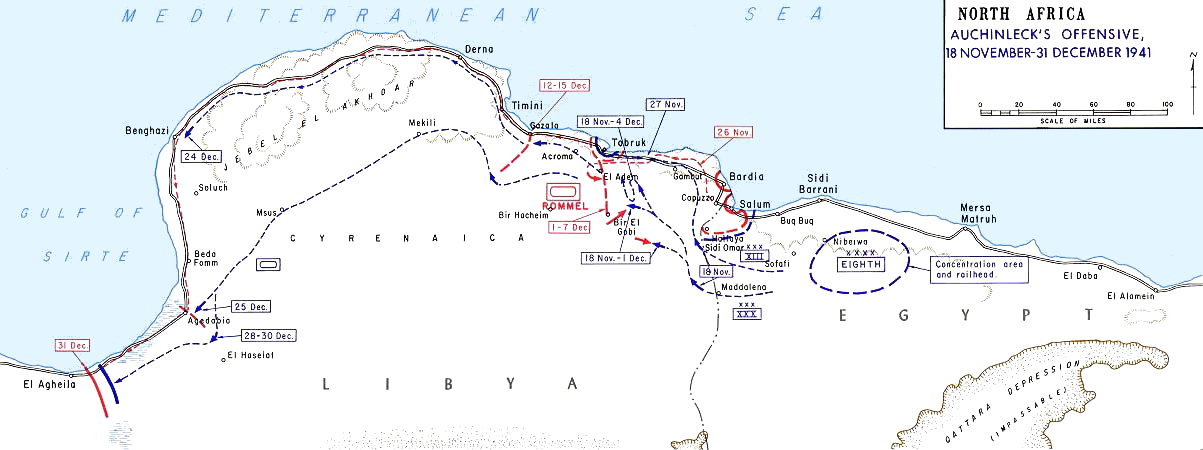
Terugtocht van de Panzergruppe eind 1941

De Duits-Italiaanse inzet in Noord-Afrika versterkte zich in de loop van 1941. Er was een commando-laag nodig voor een eenduidige bevelvoering over het Afrikakorps en de Italiaanse eenheden. Hiertoe werd Panzergruppe Afrika opgericht op 1 september 1941 in Oost-Libië uit delen van het Afrikakorps en de Duitse verbindingsofficier bij het Italiaanse Commando in Afrika.
De Panzergruppe kwam in actie in rond Tobroek en Sollum in de Libische woestijn, tijdens Operatie Crusader in november 1941 en de daarop volgende terugtocht naar El Agheila. In januari keerde de Panzergruppe zich om, versloeg de Britse troepen en rukte weer op richting Tobroek.

### Pantserleger Afrika

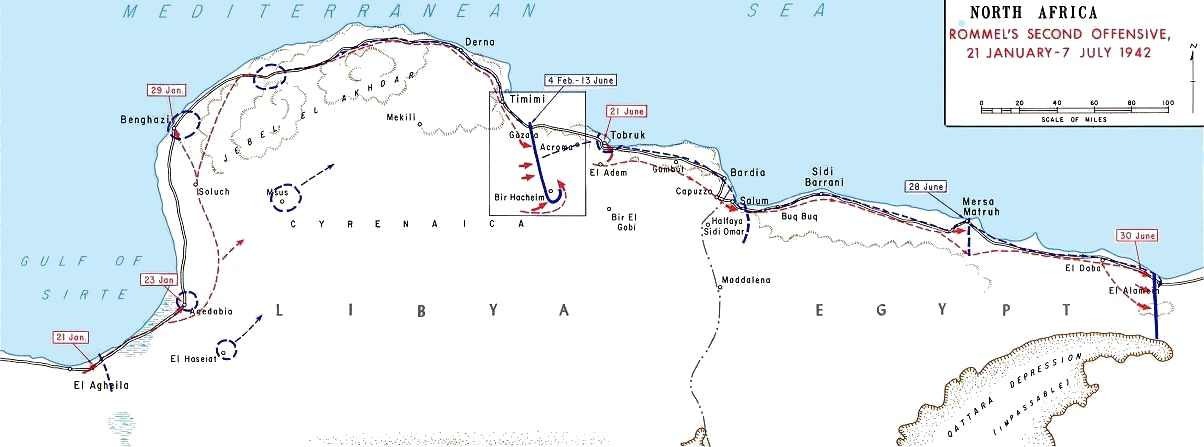
Opmars van het pantserleger januari – juli 1942

Op 30 januari 1942 werd de Panzergruppe Afrika rond Benghazi omgedoopt in Pantserleger Afrika (Duits: Panzerarmee Afrika of beter Panzerarmee-Oberkommando Afrika).
Vervolgens werd het pantserleger eind mei 1942 weer offensief in de Slag bij Gazala en de Slag om Bir Hakeim. Tobroek werd op 21 juni 1942 ingenomen. Het pantserleger rukte verder op naar het oosten, richting de Nijl. De Libisch-Egyptische grens werd vervolgens overschreden. Maar bij El Alamein stokte de opmars. Het pantserleger probeerde hier door de Britse stellingen te breken in de Eerste Slag bij El Alamein in juli en de Slag bij Alam el Halfa in augustus, maar alles was vergeefs. Het wachten was nu op de geallieerden die zouden terugslaan en het pantserleger richtte zich ter verdediging in.

### Duits-Italiaanse Pantserleger

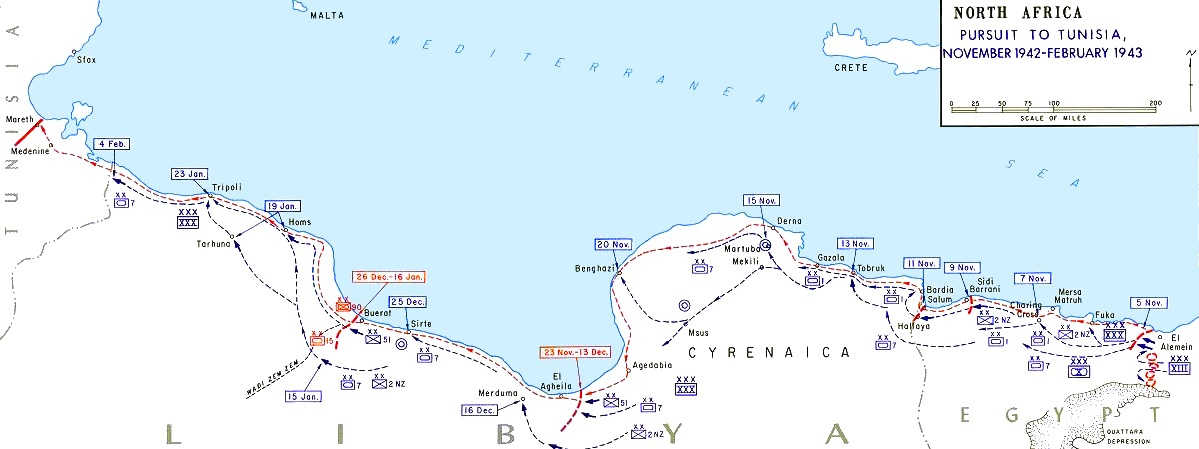
Terugtocht van het pantserleger van El Alamein naar Tunesië

Op 1 oktober 1942 werd Pantserleger Afrika omgedoopt in Duits-Italiaanse Pantserleger (Duits: Deutsch-Italienischen Panzerarmee of beter Oberkommando der Deutsch-Italienischen Panzerarmee).
Het lang verwachte geallieerde offensief, in de Tweede Slag bij El Alamein barstte los op 23 oktober 1942. Tegen 5 november was het pantserleger verslagen en begon de terugtocht. Op 11 november werd de grens weer overgestoken, Tobroek werd ontruimd op 13 november en tegen eind november was het pantserleger al terug bij El Agheila. Hier werd kort weerstand geboden, waarna de terugtocht verder ging. Op 22 januari werd Tripoli ontruimd en op 4 februari werd de Libisch-Tunesische grens overgestoken. Het pantserleger richtte zich nu in de Mareth-linie ter verdediging in.
Op 22 februari 1943 werd dan Duits-Italiaanse Pantserleger omgedoopt in Heeresgruppe Afrika onder gebruikmaking van de Organisationsstab Tunesien. De onder bevel staande eenheden gingen meest naar het nieuwe 1e Italiaanse Leger.

## Commandanten
| Rang                                                        | Naam                     | Begin             | Eind              | Opmerking                                 |
| ----------------------------------------------------------- | ------------------------ | ----------------- | ----------------- | ----------------------------------------- |
| General der Panzertruppe Generaloberst (vanaf 30 juni 1942) | Erwin Rommel             | 1 september 1941  | 9 maart 1942      | met ziekteverlof                          |
| General der Panzertruppe                                    | Ludwig Crüwell           | 9 maart 1942      | 19 maart 1942     | m.d.F.b.                                  |
| Generaloberst Generalfeldmarschall (vanaf 22 juni 1942)     | Erwin Rommel             | 19 maart 1942     | 22 september 1942 | met ziekteverlof                          |
| General der Panzertruppe                                    | Georg Stumme             | 22 september 1942 | 24 oktober 1942 † | m.d.F.b. Stumme stierf aan een hartaanval |
| Generalleutnant                                             | Wilhelm Ritter von Thoma | 24 oktober 1942   | 25 oktober 1942   | m.d.st.F.b.                               |
| Generalfeldmarschall                                        | Erwin Rommel             | 25 oktober 1942   | 26 november 1942  | versneld terug van ziekteverlof           |
| General der Panzertruppe                                    | Gustav Fehn              | 26 november 1942  | 2 december 1942   | m.d.st.F.b.                               |
| Generalfeldmarschall                                        | Erwin Rommel             | 2 december 1942   | 17 februari 1943  |                                           |
| Generalmajor                                                | Karl Bülowius            | 17 februari       | 22 februari 1943  | m.d.st.F.b.                               |

m.d.F.b. = mit der Führung beauftragt = met het leiderschap belast

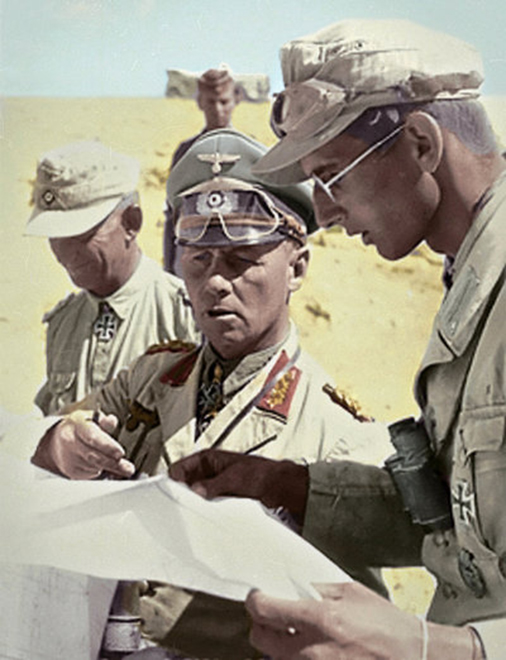
Generalfeldmarschall Erwin Rommel was niet alleen bevelhebber maar ook het gezicht van het pantserleger

m.d.st.F.b. = mit der stellvertretende Führung beauftragt = met het plaatsvervangend leiderschap belast